# DCE/RPC
DCE/RPC("Distributed Computing Environment / Remote Procedure Calls")는 분산 컴퓨팅 환경(DCE)용으로 개발된 원격 프로시저 호출 시스템이다. 이 시스템을 사용하면 프로그래머는 기본 네트워크 코드에 대해 걱정할 필요 없이 모두 동일한 컴퓨터에서 작동하는 것처럼 분산 소프트웨어를 작성할 수 있다.

## 역사
DCE/RPC는 "기술 요청"(1993 David Chappell)에서 개방 소프트웨어 재단의 의뢰를 받았다. 기여한 주요 회사 중 하나는 NCA - "네트워크 컴퓨팅 아키텍처"를 도입한 아폴로 컴퓨터였다. 네트워크 컴퓨팅 시스템(NCS)은 DCE/RPC 자체의 주요 부분이다. (아키텍처 플러그인으로) 설계한 다음 DCE/RPC에서 사용할 수 있는 전송에 대한 명명 규칙은 이러한 출처를 반영한다. ncacn_np(SMB 명명된 파이프 전송), ncacn_tcp(TCP/IP를 경유한 DCE/RPC) 및 ncacn_http는 작은 숫자의 이름을 지정한다.
DCE/RPC의 역사는 때때로 위원회에 의한 디자인의 예로 인용될 정도이다. 또한 복잡성으로 인해 자주 언급되지만 이러한 복잡성은 대규모 분산 시스템을 대상으로 하고 SOAP와 같은 최신 RPC 구현과 비교할 수 없는 기능으로 인해 발생하는 경우가 많다.